# SLiM
SLiM (англ. Simple Login Manager) — графический дисплейный менеджер X Window System. Он разрабатывался с целью быть лёгким, полностью настраиваемым, независимым от рабочего окружения и работающим там, где не нужен удалённый вход.

## Возможности
- Поддержка PNG и XFT альфа-прозрачности и сглаживания шрифтов.
- Поддержка и произвольный выбор тем.
- Настройки времени выполнения: X server, команды входа / завершения работы / перезагрузки
- Одно (GDM-like) или два (XDM-like) поля ввода
- Автоматический вход в систему (autologon) с предварительно настроенными в конфигурации параметрами учётной записи пользователя.
- Настраиваемые сообщения приветствия / завершения работы.

## Зависимости
- X11
- libpng
- libjpeg
- freetype